# Manual Samuel
Manual Samuel es un videojuego de aventura de Perfectly Paranormal. Fue publicado en PlayStation 4 el 11 de octubre de 2016 y en Xbox One y Windows y OS X el 14 de octubre de 2016. La versión de Nintendo Switch salió el 16 de agosto de 2018.

## Jugabilidad
Manual Samuel es una aventura animada de desplazamiento lateral en 2D donde los jugadores controlan todas las funciones corporales del protagonista principal. Esto abarca desde dar pasos individuales usando botones alternativos para mover cada pierna hasta pulsar un botón para hacer que el personaje parpadee. El objetivo del juego es ayudar a Sam a pasar el día.

## Sinopsis
Samuel es el hijo de un director ejecutivo de renombre y sufre un accidente por un camión  mientras persiguiendo a su angustiada novia. Bajó al Infierno (donde todos los residentes tienen que conseguir un trabajo) y allí hizo un trato con la Muerte para regresar a la vida bajo la condición de que debería sobrevivir 24 horas realizando todas sus funciones corporales manualmente.

## Desarrollo
Manual Samuel fue creado por Perfectly ParaNormal, con sede en Noruega.
 